# Sunil Kumar Rana
Sunil Kumar Rana (ur. 10 kwietnia 1983) – indyjski zapaśnik walczący w stylu klasycznym. Zajął 21 miejsce na mistrzostwach świata w 2009. Brązowy medalista igrzysk azjatyckich w 2010, mistrzostwach Azji w 2010, igrzysk Wspólnoty Narodów w 2010. Mistrz Wspólnoty Narodów w 2011 roku.